# سيسيل فرانسيس ألكسندر
سيسيل فرانسيس ألكسندر (بالإنجليزية: Cecil Frances Alexander)‏ (1 أبريل 1818، دبلن في جمهورية أيرلندا - 12 أكتوبر 1895)؛ كاتِبة وشاعرة بريطانية.

## روابط خارجية
- سيسيل فرانسيس ألكسندر على موقع IMDb (الإنجليزية)
- سيسيل فرانسيس ألكسندر على موقع ميوزك برينز (الإنجليزية)
- سيسيل فرانسيس ألكسندر على موقع ديسكوغز (الإنجليزية)